# HMS Grindall (K477)
HMS Grindall (K477) là một tàu frigate lớp Captain của Hải quân Hoàng gia Anh hoạt động trong Chiến tranh Thế giới thứ hai. Nó nguyên được Hoa Kỳ chế tạo như chiếc USS Sanders (DE-273), một tàu hộ tống khu trục lớp Evarts, và chuyển giao cho Anh Quốc theo Chương trình Cho thuê-Cho mượn (Lend-Lease). Nó là chiếc tàu chiến duy nhất của Hải quân Anh được đặt tên theo Phó đô đốc Richard Grindall (1750-1820), người từng tham gia các cuộc Chiến tranh Cách mạng Hoa Kỳ, Chiến tranh Cách mạng Pháp và Chiến tranh Napoleon. Nó đã phục vụ cho đến khi chiến tranh kết thúc tại Châu Âu, hoàn trả cho Hoa Kỳ năm 1945 nhưng rút biên chế và xóa đăng bạ ngay sau đó, và cuối cùng bị bán để tháo dỡ vào năm 1946.

## Thiết kế và chế tạo
Những tàu frigate lớp Captain thuộc phân lớp Evarts có chiều dài chung 289 ft 5 in (88,21 m), mạn tàu rộng 35 ft 1 in (10,69 m) và độ sâu mớn nước khi đầy tải là 8 ft 3 in (2,51 m). Chúng có trọng lượng choán nước tiêu chuẩn 1.140 tấn Anh (1.160 t); và lên đến 1.430 tấn Anh (1.450 t) khi đầy tải. Hệ thống động lực bao gồm bốn động cơ diesel General Motors Kiểu 16-278A nối với bốn máy phát điện để vận hành hai trục chân vịt; công suất 6.000 hp (4.500 kW) cho phép đạt được tốc độ tối đa 21 kn (24 mph; 39 km/h), và có dự trữ hành trình 4.150 nmi (4.780 mi; 7.690 km) khi di chuyển ở vận tốc đường trường 12 kn (14 mph; 22 km/h).
Vũ khí trang bị bao gồm ba pháo 3 in (76 mm)/50 cal trên tháp pháo nòng đơn có thể đối hạm hoặc phòng không, một khẩu đội 1,1 inch/75 caliber bốn nòng và chín pháo phòng không Oerlikon 20 mm. Vũ khí chống ngầm bao gồm một dàn súng cối chống tàu ngầm Hedgehog Mk. 10 (có 24 nòng và mang theo 144 quả đạn); hai đường ray Mk. 9 và tám máy phóng K3 Mk. 6 để thả mìn sâu.
DE-273 được đặt hàng vào ngày 25 tháng 1, 1942, và được tên USS Sanders vào ngày 23 tháng 2, 1943 trước khi được đặt lườn tại Xưởng hải quân Boston ở Boston, Massachusetts vào ngày 23 tháng 4, 1943. Con tàu được đặt theo tên Thiếu úy Hải quân Eugene Thomas Sanders (1899-1941), người phục vụ trên thiết giáp hạm USS Arizona (BB-39) và đã tử trận trong vụ Tấn công Trân Châu Cảng ngày 7 tháng 12, 1941. Nó được hạ thủy vào ngày 4 tháng 6, 1943, được đỡ đầu bởi bà Eugene Thomas (Sarah) Sanders, vợ góa Thiếu úy Sanders. Con tàu được chuyển giao cho Anh Quốc vào ngày 23 tháng 9, 1943, đồng thời nhập biên chế cùng Hải quân Hoàng gia Anh như là chiếc HMS Grindall (K477) dưới quyền chỉ huy của Hạm trưởng, Thiếu tá Hải quân William Cole.

## Lịch sử hoạt động
Trong quá trình phục vụ cùng Hải quân Hoàng gia Anh, Grindall hoạt động trong vai trò chính là hộ tống các đoàn tàu vận tải vượt Đại Tây Dương từ năm 1943 đến năm 1945. Vào ngày 15 tháng 4, 1945, nó phối hợp hoạt động cùng với tàu frigate Keats (K482) tấn công bằng mìn sâu, và đã đánh chìm chiếc tàu ngầm U-boat Đức U-285 tại vùng biển Bắc Đại Tây Dương về phía Tây Nam Ireland, tại tọa độ 50°13′B 012°48′T / 50,217°B 12,8°T.
Sau khi chiến tranh chấm dứt tại Châu Âu, Grindall được hoàn trả cho Hoa Kỳ tại Chatham, Anh vào ngày 20 tháng 8, 1945, nhằm giảm bớt chi phí mà Anh phải trả cho Hoa Kỳ trong Chương trình Cho thuê-Cho mượn (Lend-Lease). Con tàu nhập biên chế trở lại cùng Hải quân Hoa Kỳ cùng ngày hôm đó như là chiếc USS Grindall (DE-273), dưới quyền chỉ huy của Đại úy Hải quân Hoa Kỳ Burrill D. Barker, Jr., rồi khởi hành từ Chatham để quay trở về Xưởng hải quân Philadelphia tại Philadelphia, Pennsylvania, Hoa Kỳ.
USS Grindall ở lại Philadelphia cho đến khi được cho xuất biên chế vào ngày 19 tháng 10, 1945. Tên nó được cho rút khỏi danh sách Đăng bạ Hải quân vào ngày 1 tháng 11, 1945; và con tàu bị tháo dỡ tại Xưởng hải quân Philadelphia; công việc kết thúc vào ngày 28 tháng 5, 1946.